# Oswald Mathias Ungers
Oswald Mathias Ungers, noto anche con l'acronimo OMU, (Kaisersesch, 12 luglio 1926 – Colonia, 30 settembre 2007), è stato un architetto e teorico dell'architettura tedesco, conosciuto per il suo stile caratterizzato dal rigore geometrico. Tra i suoi progetti spiccano i musei di Francoforte sul Meno, Amburgo e Colonia.

## Biografia

### Infanzia e formazione
Oswald Mathias Ungers nacque il 12 luglio 1926 a Kaisersesch nella regione dell'Eifel, Germania dell'Ovest. La sua infanzia e giovinezza trascorsero tra l'avvento e la caduta del regime nazista. Frequentò un regolare corso di studi dal 1932 al 1945 nell'ambito dell'educazione della Gioventù Nazista, ed in seguito al compimento della maggiore età prestò servizio militare prima presso il gruppo
Giovani Ausiliari e poi nell'esercito nazista. Durante la Seconda Guerra Mondiale, venne fatto prigioniero di guerra.
Terminato il conflitto, nel 1947 si diplomò presso il Megina-Gymnasium a Mayen, e dal 1947 al 1950 studiò architettura alla Technische Hochschule di Karlsruhe. Durante questo periodo (capodanno 1948) ebbe modo di soggiornare per diverse settimane presso l'abbazia benedettina di Santa Maria di Laach, grande esempio dell'architettura romanica monasteriale e possibile fonte di ispirazione per il giovane di Ungers in merito alle idee di chiarezza e composizione formale unificatrice del complesso. Si laureò nel 1950 col professor Egon Eiermann (1904—1970), esponente di spicco del razionalismo tedesco, e inizialmente fu suo collaboratore; per questo motivo Ungers fu spesso definito allievo di Eiermann sebbene tra i due vi erano notevoli differenze di linguaggio architettonico, esemplificate in seguito nella casa “estroversa” in acciaio di Eiermann a Baden-Baden e quella “introversa” di mattoni di Ungers a Colonia-Müngersdorf, entrambe costruite nel 1958—1959.

### Primo periodo (1953-1964)
Nel 1950 aprì il suo studio di architettura a Colonia, inaugurando un primo periodo (1953—1964) di incarichi che interessarono l'edilizia residenziale e scolastica: un istituto ad Oberhausen, diverse case plurifamiliari e complessi residenziali a Colonia, e Casa Ungers di Colonia-Müngersdorf, casa – “manifesto costruito” (secondo Reyner Banham) in cui la diversità volumetrica degli ambienti
interni e dei rispettivi piani di facciata formano un'unità volumetrica esterna.
Nel 1956 Ungers sposò la compagna Lisolette Gabler, collaboratrice stretta dell'architetto sia nell'attività teorica sia in quella di pratica progettuale. Nel 1963 intraprese l'attività didattica come professore ordinario presso la Technische Universität di Berlino, aprendo uno studio nella capitale. Assunse inoltre la carica di decano della stessa dal 1965 al 1968 e contemporaneamente ebbe modo di andare ad insegnare negli Stati Uniti quale Visiting Critic presso la Cornell University ad Ithaca (NY).

### Secondo periodo (1964-1978)
In questo periodo, l'attività realizzativa di Ungers si arrestò dal 1964 al 1978 per dare spazio a molti progetti di concorso ed alla profonda ricerca teorica - anticipato dal manifesto “Zu einen neuen Architektur” scritto insieme a Gieselmann nel 1963 - nella quale si definirono con solide basi la poetica caratterizzante dell'architetto, nonché i molteplici interessi di questo per una teoria e la storia
dell'architettura, e per la morfologia e trasformazione urbana.
Nel 1968 si trasferì con la famiglia negli Stati Uniti in seguito alle contestazioni studentesche del Sessantotto in Europa, insegnando alla Cornell University e con il ruolo di chairman del dipartimento di Architettura. Come ricorda Rafael Moneo, in quegli anni la Cornell era centro di un vivace dibattito architettonico intorno alle figure rivali di Ungers e Colin Rowe con i personali metodi e temi di insegnamento. Ungers proponeva un tipo di insegnamento centrato sulla pianificazione urbanistica basata sulla analisi della forma urbana, anticipando analoghe posizioni teoriche da parte dello stesso Rowe e di Aldo Rossi, Robert Venturi, Fred Koetter. Uno dei suoi allievi di questo periodo fu Rem Koolhaas, fortemente debitore del metodo di analisi morfologico-urbano di Ungers per i suoi primi progetti (The City of Captive Globe ed Exodus, entrambi del 1972).

### Anni settanta del Novecento
Nei primi anni Settanta aprì uno studio ad Ithaca, una volta ottenuta la licenza di architetto nello Stato di New York, diventando membro dell'AIA (Istituto Americano degli Architetti) nel 1971. Ungers continuò la sua attività di docente, insegnando anche ad Harvard e a Los Angeles fino al 1976, anno in cui tornerà in Germania aprendo un nuovo studio a Francoforte sul Meno. Questo decennio fu
caratterizzato inizialmente dai diversi progetti di concorso legati alla riflessione teorica e ricerca urbana; particolarmente importanti da un punto di vista metodologico sono il piano per Roosevelt Island (1974) e il complesso residenziale in Ritterstrasse a Marburg (1976). Verso la fine del decennio si ebbe una rinnovata attività realizzativa, nella quale si delinearono vari interventi di
tipo residenziale, insieme al Museo di Architettura a Francoforte (1979—1984) ed il Padiglione 9 e Galleria della Fiera di Francoforte, realizzati poi nel 1980.

### Anni ottanta e novanta del Novecento
Nel decennio successivo, il lavoro dell'architetto acquistò maggior importanza internazionale, in seguito alla grande attività realizzativa di molti progetti, divenendo ampiamente conosciuto tanto che si contano ben 8 mostre in questi anni tra Venezia, Milano, Colonia e Tokyo. Questa ricca attività di costruzione del progetto – inveramento dell'idea architettonica sul piano pratico - permise ad Ungers di scontrarsi con la realizzazione pratica delle sue idee e per questo scendere a dei compromessi che destarono diversi malumori tra i suoi colleghi architetti (meeting internazionale a Charlotteville nel 1983).
Tuttavia, tutta la sua attività “pratica” rimase sempre supportata e corroborato da densi scritti teorici per le maggiori testate di architettura (Casabella, Architectural Design, Lotus, Domus, Der Architekt, etc.) tra cui si cita l'importantissimo saggio “Architettura come tema” (1982).
Nel ventennio degli anni '80 e '90, si assistette alla realizzazione delle opere più rilevanti: la Biblioteca Regionale del Baden (1980—1984), il grattacielo sulla Gleisdreieck (1983—1984) della fiera di Francoforte, diversi edifici giuridico-amministrativi tra cui il Tribunale della Famiglia e l'ampliamento della Pretura a Berlino (1989—1995), il Museo delle Terme nel foro di Treviri (1989—1996), diverse sedi economiche ed officine, e infine la nuova Galleria (1997) della Kunst Halle di Amburgo su un edificio già precedentemente realizzato. Tra gli edifici residenziali si ricorda la Kubus Haus (1985—1990), suo programmatico cambio di codice morfologico (passaggio
dal quadrato al cubo), edificio affiancata alla Casa Ungers di Colonia-Müngersdorf e che tuttora custodisce la preziosa biblioteca tematica dell'architetto in cui si trovano tutti maggiori trattati di architettura e modelli in gesso delle maggiori architetture della storia. Si ricordano inoltre Casa Ungers 2 ad Utscheid (1986—1988) e Casa Ungers 3 di Colonia (1994—1996), entrambe manifesto dell'archetipo abitativo.
In seguito ad un peggioramento della salute negli ultimi anni di vita dell'architetto a causa di una ricorrente pneumonite e della scomparsa del figlio Simon Ungers(morto di malattia nel 2006), Ungers morì il 30 settembre 2007 nella sua casa a Colonia all'età di 81 anni.

## Progetti rilevanti
O. M. Ungers è considerato il Maestro del Neorazionalismo tedesco del secondo dopoguerra, come esito di una autonoma critica del razionalismo storico e dell'espressionismo organicista.
Il collega Vittorio Gregotti lo ricorda come il miglior architetto tedesco della seconda metà del Novecento, e gli riconosceva le tre doti principali per essere un importante architetto: testardaggine appassionata, talento per la costruzione ed il progetto, e l'attitudine di dare fondamento teorico ai propri progetti.
Ebbe modo di insegnare ed in seguito collaborare con Max Dudler, Hans Kollhoff, Christopher Mäclker, Walter Noebel e Jürgen Sawade, i quali indicò come suoi allievi; in seguito al conferimento della laurea honoris causa nel 2004 presso la Facoltà di Architettura “Aldo Rossi” dell'Università degli Studi di Bologna (sede Cesena), Annalisa Trentin ha raccolto cinque saggi degli architetti sopracitati nel libro Oswald Mathias Ungers: una scuola, scritti in onore del maestro.

### Progetti realizzati
- 1951 Edificio residenziale in Hulstrasse a Colonia
- 1951 Fabbrica di abbigliamento e abitazione in Aachenstrasse a Colonia
- 1957 Casa bifamiliare in Werthmannstrasse a Colonia
- 1958-1959 Casa Ungers I a Colonia-Müngersdorf
- 1979-1984 Deutsches Architekturmuseum a Francoforte
- 1980-1983 Messe Torhaus a Francoforte
- 1983-1991 Biblioteca Regionale del Baden a Karlsruhe
- 1984 Quartiere Forellenwerg a Salisburgo
- 1985-1990 Kubus Haus presso la Casa Ungers I
- 1986 Former main building of the Alfred Wegener Institute for Polar and Marine Research a Bremerhaven
- 1986-1988 Casa Ungers 2 ad Utscheid
- 1986-1996 Kunst Halle (ampliamento del Museo) ad Amburgo
- 1989-1995 Tribunale della Famiglia e l'ampliamento della Pretura a Berlino
- 1989-1996 Museo delle Terme nel foro di Treviri
- 1992 Uffici VKU a Colonia
- 1993-1996 Friedrichstadt-Passagen (Quartier 205) a Berlino
- 1994 Residenza dell'Ambasciatore tedesco a Washington
- 1994-1995 Haus ohne Eigenschaften a Colonia
- 1995 Museum of Contemporary Art ad Amburgo
- 1998-2001 Dorotheenhöfe, Berlino
- 2001 Wallraf-Richartz Museum a Colonia
- 2006 Entrata alle rovine delle terme romane a Treviri
- 1994-1996 Casa Ungers 3 di Colonia

### Concorsi di progetto
- 1964 Casa dello studente TH Twente ad Enschede
- 1974 Piano per Roosevelt Island a New York
- 1976 Complesso residenziale in Ritterstrasse a Marburg
- 1976 Museo del Castello di Morsbroich
- 1977 Hotel Berlin
- 1987 Media Park a Colonia

## Opere principali

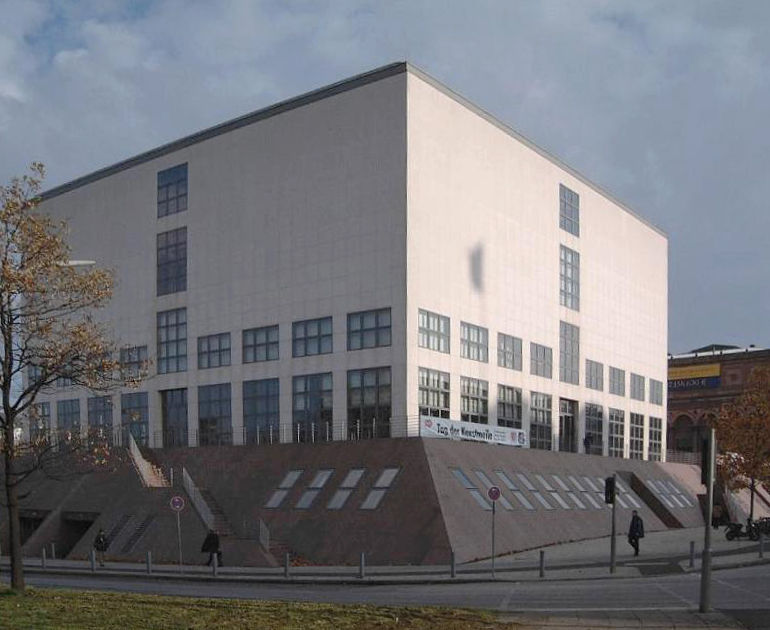
Museum of Contemporary Art Amburgo
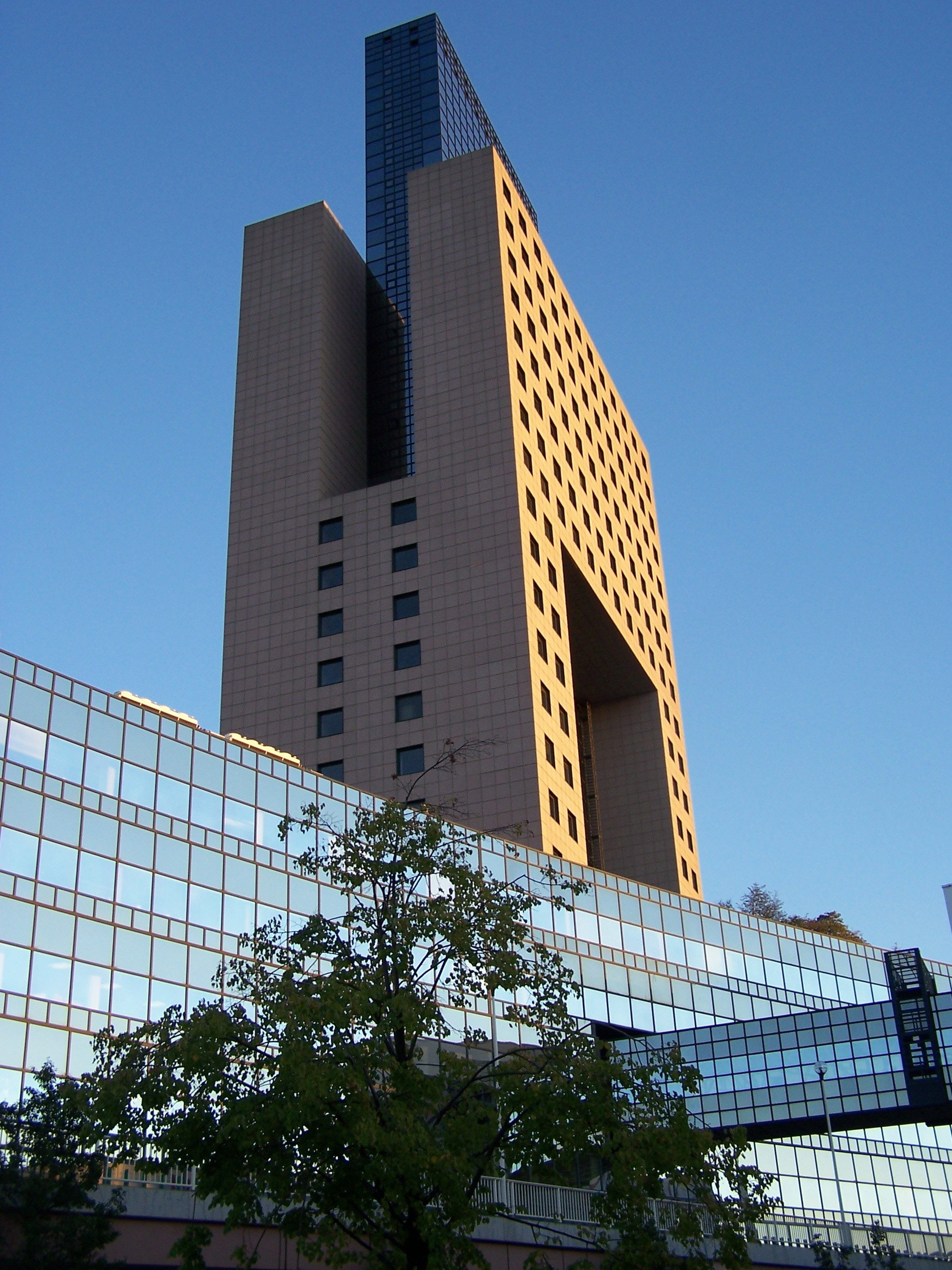
Messe-Torhaus a Francoforte sul Meno
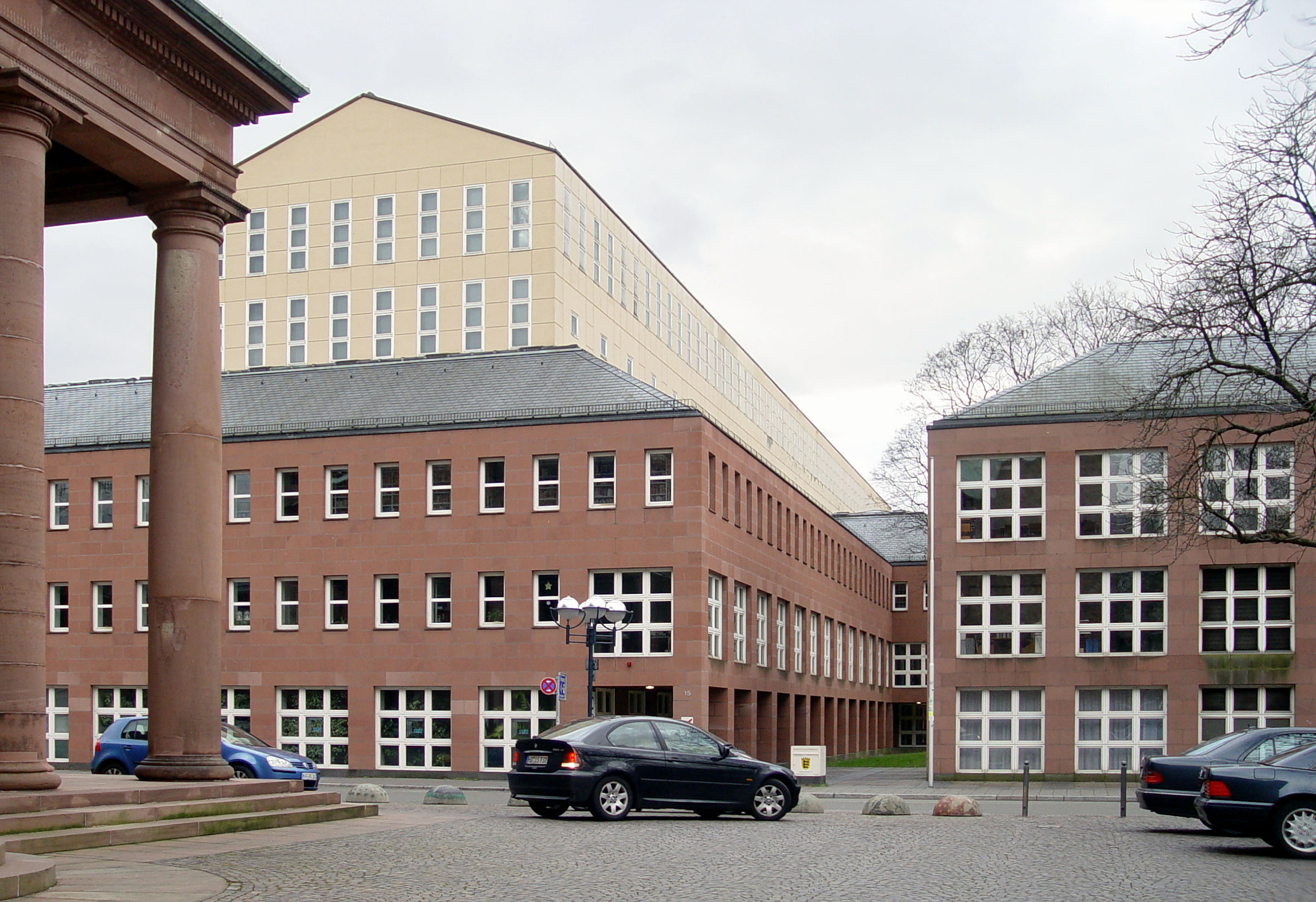
Badische Landesbibliothek a Karlsruhe
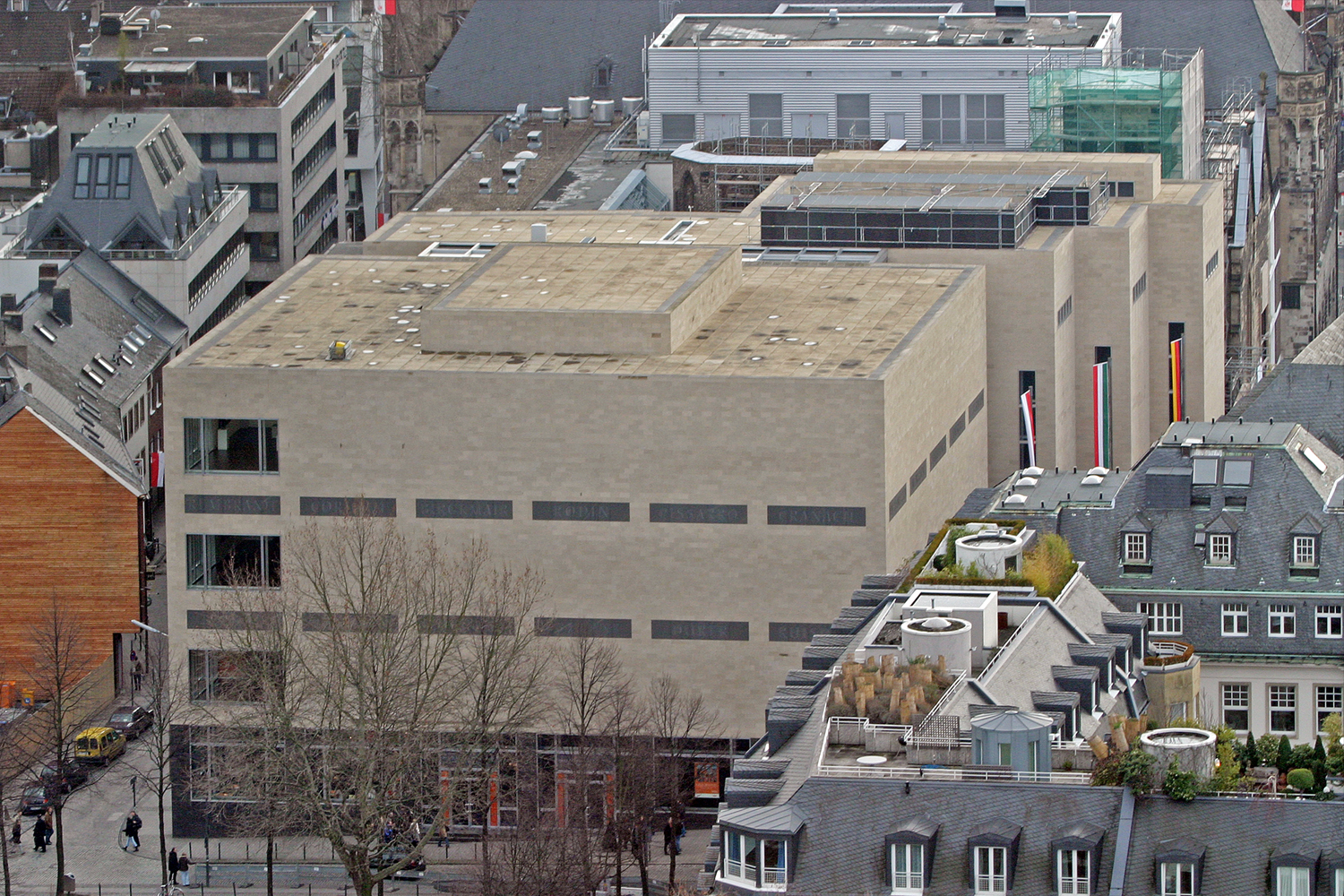
Wallraf-Richartz Museum a Colonia
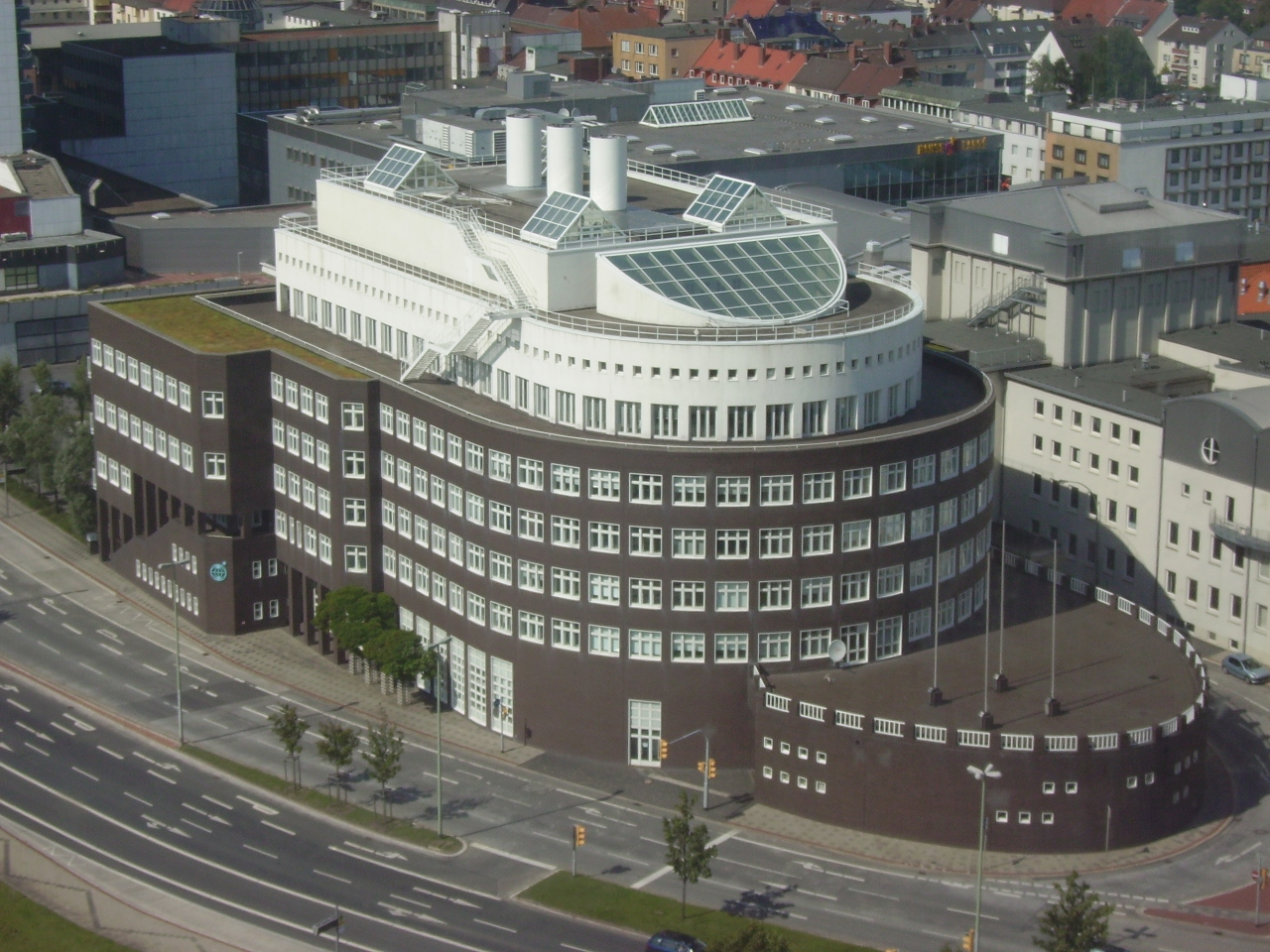
Alfred Wegener Institute a Bremerhaven
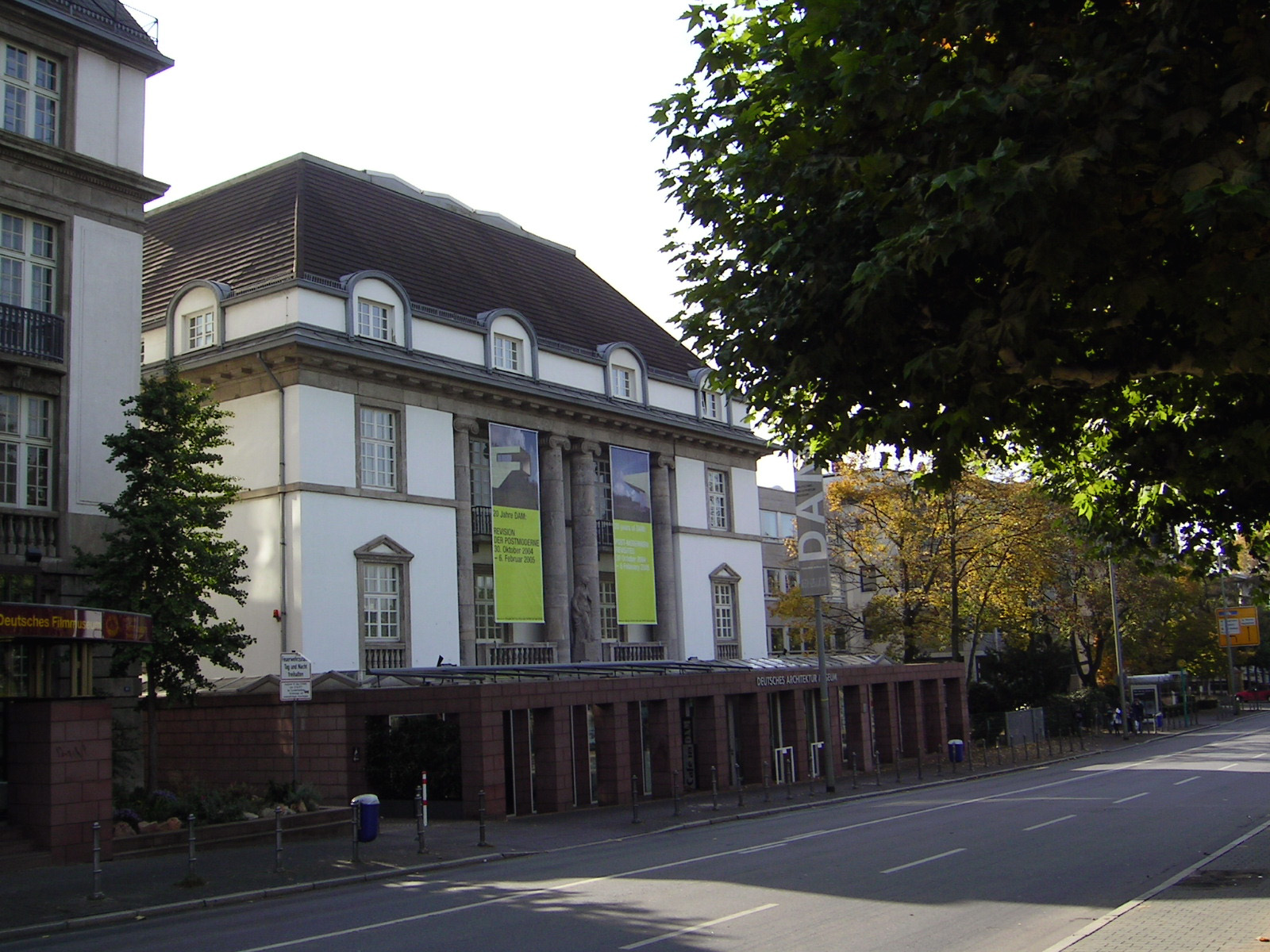
Deutsches Architekturmuseum in Francoforte sul Meno
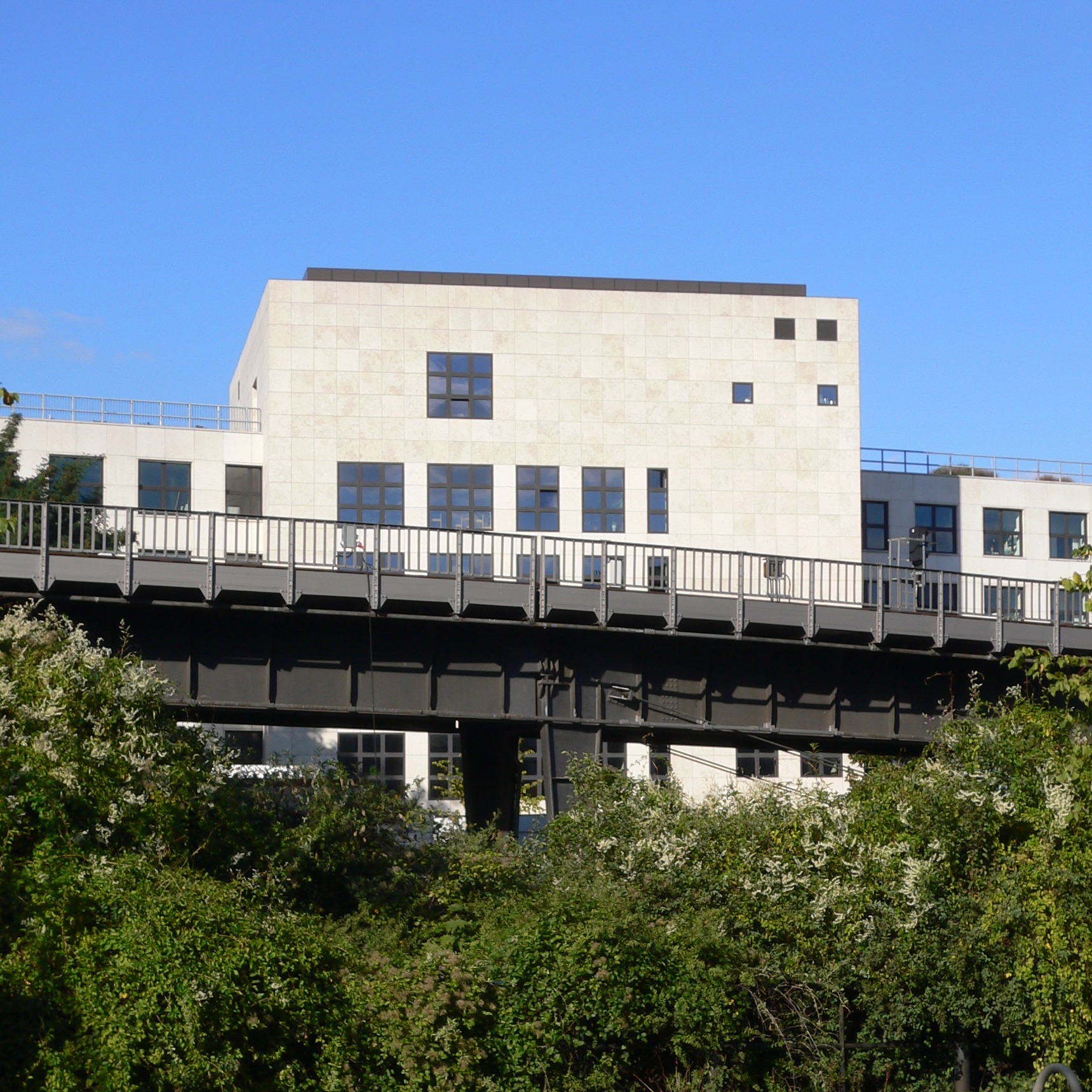
Tribunale familiare a Berlino-Kreuzberg